# Koło Młyna (Łowiszów)
Koło Młyna – część kolonii Łowiszów w Polsce położona w województwie lubelskim, w powiecie włodawskim, w gminie Urszulin, we wsi Wytyczno.
W latach 1975–1998 Koło Młyna administracyjnie należało do województwa chełmskiego.